# Cresta de Reguera
La Cresta de Reguera és un serrat del terme municipal de la Torre de Cabdella, del Pallars Jussà, dins del seu terme primigeni. És el contrafort sud-oriental del Cap de Reguera, en direcció al Pic Salado, al mig de la zona d'estanys del voltant d'aquest pic.